# Dąbrowa Człuchowska
Dąbrowa Człuchowska (kaszub. Człëchòwskô Dãbrowa, niem. Damerau) – wieś w Polsce, położona w województwie pomorskim, w powiecie człuchowskim, w gminie Przechlewo.
W latach 1975–1998 miejscowość administracyjnie należała do województwa słupskiego.
Wieś  kaszubska 17 km na północ od Człuchowa, położona nad rzeką Lipczynką, stanowi sołectwo gminy Przechlewo.

## Historia
Dawna nazwa niemiecka wsi  „Dachsdamerau” pochodzi od  apelatywu „Dachs” co znaczy 'jaźwiec, borsuk' łub od nazwy osobowej Dachs z przyrostkiem -damerau to jest zniemczona postać wyrazu dąbrowa. Miejscowość znana była już w 1343 roku. Od  XVI w. notowana była także nazwa polska Dąbrowa. Prywatna wieś szlachecka położona była w drugiej połowie XVI wieku w województwie pomorskim. Po 1945 r. do nazwy Dąbrowa dodano człon odróżniający Człuchowska pochodzący od nazwy miasta Czluchow.